# Down by Law
Down by Law es un grupo estadounidense de punk rock, formado en 1990 por Dave Smalley, quien previamente había formado parte de DYS, All y Dag Nasty, junto a miembros de una banda llamada Chemical People. Down by Law formó parte de la época dorada de Epitaph Records durante la década de los 90s junto a bandas como NOFX, Rancid, Pennywise y Bad Religion con el lanzamiento del álbum punkrockacademyfightsong en 1994.

## Historia
Posterior a la separación de All después de participar en los álbumes Allroy for Prez y Allroy Sez, Dave Smalley se une a Chris Bagarozzi, ex-Clawhammer, y a Ed Urlik y Dave Naz, ambos ex-Chemical People, ésta alineación grabaría en 1990 el álbum homónimo debut y Blue en 1992, ambos lanzados con Epitaph Records. En 1993, es editado D.C. Guns, un doble 7" lanzado por Selfless Records, con una nueva alineación en la cual sólo Smalley se mantenía dentro de la agrupación, ahora acompañado por Mark Phillips, Pat Hoed y Hunter Oswald. El año siguiente es lanzado punkrockacademyfightsong, tercera producción para Epitaph Records, en la cual John DiMambro, ex-Clay Idols y The Leonards, se integra como bajista y Sam Williams, ex-Balance y Slap of Reality, como guitarrista, en éste álbum se incluye el tema "I'm Gonna Be (500 Miles)", cover de The Proclaimers.
All Scratched Up es lanzado en 1996, contando con Danny Westman como nuevo baterista, aunque sería sustituido por Chris Lagerborg para la grabación de Last of the Sharpshooters el año siguiente, el cual sería el último álbum grabado para Epitaph Records. En 1999 es editado bajo Go-Kart Records Fly the Flag, con Keith Davies y Milo Todesco como bajista y baterista respectivamente. El año siguiente es editado un split junto a Pseudo Heroes, banda formada por Sam Williams en vocales y guitarra junto a miembros de Pink Lincolns, dicho álbum fue grabado para Theologian Records.
El recopilatorio de grandes éxitos punkrockdays es lanzado en 2002, contando con temas grabados a lo largo de la historia de la banda. El año siguiente editan un álbum con temas inéditos titulado windwardtidesandwaywardsails con el sello Union Label Group. Después de 5 años de inactividad, en agosto de 2008 es publicado un tema nuevo titulado "Bullets", parte de temas grabados y mezclados en espera de un sello discográfico para lanzar un nuevo álbum.
Sam Williams, además de ser guitarrista de Down by Law, está involucrado en diversos proyectos paralelos, entre los cuales se encuentra Pseudo Heroes, acompañado por Kevin Coss de la banda Pink Lincolns y Jack Butts, con un sonido similar a Down by Law. Track the Curse es una banda de Crust con un toque de melodía, en la cual Paul Pavlovich de Assuck es el cantante, junto Sam Williams como guitarrista, Siniestro como bajista y TJ Weeks como bajista. Denial Fiend es una banda formada por Kam Lee de la banda de death metal Massacre como cantante, Terry Butler de Six Feet Under como bajista, Sam Williams como guitarrista y Curt Beeson como baterista, Denial Fiend es denominada como una agrupación de "horror metal", ya que reúnen influencias del horror punk y vocalizaciones propias del death metal. The Spears es otro proyecto de punk rock con base en Florida al igual que los demás donde participa Sam Williams —guitarrista—, el cual es acompañado por Chris Barrows de Pink Lincolns —cantante—, Gary Strickland de Hated Youth —bajista— y Rob Rampy de D.R.I. —baterista—. Exitsect es otra banda con influencias del doom y death metal, la cual cuenta con Paul Pavlovich como cantante, Greg Gall de Six Feet Under como baterista, Frank Watkins de Obituary como bajista, Sam Williams como guitarrista, Joe Kiser como segundo guitarrista, y Aleks Vasic en los arreglos electrónicos, ambos de Murder-Suicide Pact.

## Miembros

### Miembros actuales
- Dave Smalley – vocales
- Sam Williams III – guitarra
- Kevin Coss – bajo
- Jack Butts – batería

### Miembros anteriores
- Chris Bagarozzi – guitarra
- Mark Phillips – guitarra
- Ed Urlik – bajo
- Pat Hoed – bajo
- "Angry" John DiMambro – bajo
- Keith Davies – bajo
- Dave Naz – batería
- Hunter Oswald – batería
- Danny Westman – batería
- Milo Todesco – batería

## Discografía

### Álbumes
| Down by Law – 1991, Epitaph Records |                      |          |  |
| N.º                                 | Título               | Duración |  |
| 1.                                  | «Right or Wrong»     | 2:16     |  |
| 2.                                  | «Vision»             | 2:44     |  |
| 3.                                  | «Dreams Away»        | 3:59     |  |
| 4.                                  | «Down the Drain»     | 2:37     |  |
| 5.                                  | «American Dream»     | 2:37     |  |
| 6.                                  | «The Truth»          | 1:35     |  |
| 7.                                  | «Best Friends»       | 3:13     |  |
| 8.                                  | «Mat Gleason is God» | 4:37     |  |
| 9.                                  | «The One»            | 3:13     |  |
| 10.                                 | «Can't See It Still» | 1:42     |  |
| 11.                                 | «Surf Punk»          | 2:06     |  |
| 12.                                 | «Too Much Grey»      | 4:11     |  |

| Blue – 1992, Epitaph Records |                         |          |  |
| N.º                          | Título                  | Duración |  |
| 1.                           | «The Last Brigade»      | 3:12     |  |
| 2.                           | «Looking for Something» | 3:30     |  |
| 3.                           | «Break the Walls»       | 3:42     |  |
| 4.                           | «At Home in Wasteland»  | 2:41     |  |
| 5.                           | «Rain»                  | 5:42     |  |
| 6.                           | «Turn Away»             | 3:07     |  |
| 7.                           | «Air Conditioner»       | 3:31     |  |
| 8.                           | «The Greenest Field»    | 3:10     |  |
| 9.                           | «Straw»                 | 3:52     |  |
| 10.                          | «Finally Here»          | 2:18     |  |
| 11.                          | «Our Own Way»           | 3:24     |  |
| 12.                          | «Dead End»              | 3:18     |  |

| punkrockacademyfightsong – 1994, Epitaph Records |                                        |          |  |
| N.º                                              | Título                                 | Duración |  |
| 1.                                               | «Punk Won»                             |          |  |
| 2.                                               | «Hit or Miss»                          |          |  |
| 3.                                               | «Flower Tatoo»                         |          |  |
| 4.                                               | «Sympathy for the World»               | 2:31     |  |
| 5.                                               | «500 Miles» (Cover de The Procalimers) |          |  |
| 6.                                               | «Brief Tommy»                          |          |  |
| 7.                                               | «Bright Green Glove»                   |          |  |
| 8.                                               | «Minusame»                             |          |  |
| 9.                                               | «Drummin' Dave, Hunter Up»             |          |  |
| 10.                                              | «Punk as Fuck»                         |          |  |
| 11.                                              | «1944»                                 |          |  |
| 12.                                              | «The King and I»                       |          |  |
| 13.                                              | «Haircut»                              |          |  |
| 14.                                              | «Chocolate Jerk»                       |          |  |
| 15.                                              | «Sam I»                                |          |  |
| 16.                                              | «Heroes & Hooligans»                   |          |  |
| 17.                                              | «Soldier Boy»                          |          |  |
| 18.                                              | «Goodnight Song»                       |          |  |
| 19.                                              | «Sam II»                               |          |  |

| All Scratched Up – 1996, Epitaph Records |                      |          |  |
| N.º                                      | Título               | Duración |  |
| 1.                                       | «Independence Day»   |          |  |
| 2.                                       | «Cheap Thrill»       |          |  |
| 3.                                       | «All-American»       |          |  |
| 4.                                       | «Hellsong»           |          |  |
| 5.                                       | «True Believers»     |          |  |
| 6.                                       | «Giving It All Away» |          |  |
| 7.                                       | «Gruesome Gary»      |          |  |
| 8.                                       | «Radio Ragga»        |          |  |
| 9.                                       | «Attention: Anyone»  |          |  |
| 10.                                      | «Superman»           |          |  |
| 11.                                      | «Post Office Lament» |          |  |
| 12.                                      | «Ivory Girl»         |          |  |
| 13.                                      | «No Has Beens»       |          |  |
| 14.                                      | «Kevin's Song»       |          |  |
| 15.                                      | «True Music»         |          |  |
| 16.                                      | «Punks and Drunks»   |          |  |

| Last of the Sharpshooters – 1997, Epitaph Records |                              |          |  |
| N.º                                               | Título                       | Duración |  |
| 1.                                                | «U.S.A. Today»               | 2:49     |  |
| 2.                                                | «No Equalizer»               | 2:48     |  |
| 3.                                                | «Call to Arms»               | 3:07     |  |
| 4.                                                | «Guns of '96»                | 2:56     |  |
| 5.                                                | «Get Out»                    | 2:42     |  |
| 6.                                                | «Burning Heart»              | 1:44     |  |
| 7.                                                | «Question Marks and Periods» | 3:17     |  |
| 8.                                                | «Urban Napalm»               | 5:05     |  |
| 9.                                                | «D.J.G.»                     | 1:26     |  |
| 10.                                               | «Concrete Times»             | 3:47     |  |
| 11.                                               | «No One Gets Away»           | 3:25     |  |
| 12.                                               | «The Last Goodbye»           | 2:09     |  |
| 13.                                               | «Factory Day»                | 2:34     |  |
| 14.                                               | «The Cool Crowd»             | 2:16     |  |
| 15.                                               | «Self-Destruction»           | 2:25     |  |

| Fly the Flag – 1999, Go-Kart Records |                             |          |  |
| N.º                                  | Título                      | Duración |  |
| 1.                                   | «Fly the Flag»              |          |  |
| 2.                                   | «Promises»                  |          |  |
| 3.                                   | «Nothing Good on the Radio» |          |  |
| 4.                                   | «Automatic»                 |          |  |
| 5.                                   | «Breakout!»                 |          |  |
| 6.                                   | «Greenwich Mean Time»       |          |  |
| 7.                                   | «Steele and Concrete»       |          |  |
| 8.                                   | «Revolution Compromised»    |          |  |
| 9.                                   | «Firey Sahde of Blue»       |          |  |
| 10.                                  | «Sorry Times»               |          |  |
| 11.                                  | «Find It»                   |          |  |
| 12.                                  | «This is the New Breed»     |          |  |
| 13.                                  | «Man on the Street»         |          |  |

| Down by Law/Pseudo Heroes – 2000, Split, Theologian Records |                                                             |          |  |
| N.º                                                         | Título                                                      | Duración |  |
| 1.                                                          | «Pseudo Heroes» (Pseudo Heroes)                             |          |  |
| 2.                                                          | «Fickle Fate» (Pseudo Heroes)                               |          |  |
| 3.                                                          | «New #2» (Pseudo Heroes)                                    |          |  |
| 4.                                                          | «Down & Out» (Pseudo Heroes)                                |          |  |
| 5.                                                          | «T.V. People» (Pseudo Heroes)                               |          |  |
| 6.                                                          | «The Kids are Alright» (Down by Law, cover de The Who)      |          |  |
| 7.                                                          | «Whole Lotta Rosie» (Down by Law, cover de AC/DC)           |          |  |
| 8.                                                          | «Safe European Home» (Down by Law, cover de The Clash)      |          |  |
| 9.                                                          | «Surrender» (Down by Law, cover de Cheap Trick)             |          |  |
| 10.                                                         | «Sweet Home Alabama» (Down by Law, cover de Lynyrd Skynyrd) |          |  |

| punkrockdays - the best of dbl – 2002, Epitaph Records |                      |          |  |
| N.º                                                    | Título               | Duración |  |
| 1.                                                     | «Independence Day»   |          |  |
| 2.                                                     | «Flower Tattoo»      |          |  |
| 3.                                                     | «Punk as Fuck»       |          |  |
| 4.                                                     | «Burning Heart»      |          |  |
| 5.                                                     | «All-American»       |          |  |
| 6.                                                     | «Right or Wrong»     |          |  |
| 7.                                                     | «No Equalizer»       |          |  |
| 8.                                                     | «Ivory Girl»         |          |  |
| 9.                                                     | «Gruesome Gary»      |          |  |
| 10.                                                    | «Superman»           |          |  |
| 11.                                                    | «Last Brigade»       |          |  |
| 12.                                                    | «Best Friends»       |          |  |
| 13.                                                    | «Hit or Miss»        |          |  |
| 14.                                                    | «Bright Green Glove» |          |  |
| 15.                                                    | «Goodnight Song»     |          |  |
| 16.                                                    | «1994»               |          |  |
| 17.                                                    | «500 Miles»          |          |  |
| 18.                                                    | «Radio Ragga»        |          |  |
| 19.                                                    | «In a Big Country»   |          |  |

| windwardtidesandwaywardsails – 2003, Union Label Group |                         |          |  |
| N.º                                                    | Título                  | Duración |  |
| 1.                                                     | «Next to Go»            |          |  |
| 2.                                                     | «Put the Boots In»      |          |  |
| 3.                                                     | «Capitol Riots»         |          |  |
| 4.                                                     | «Convoluted»            |          |  |
| 5.                                                     | «Superheroes Wanted»    |          |  |
| 6.                                                     | «Going Wrong»           |          |  |
| 7.                                                     | «(I Wanna Be In) AC/DC» |          |  |
| 8.                                                     | «Kickdown»              |          |  |
| 9.                                                     | «Baked With Sublime»    |          |  |
| 10.                                                    | «8th and Main»          |          |  |
| 11.                                                    | «Easy Street»           |          |  |
| 12.                                                    | «Johnny Law»            |          |  |
| 13.                                                    | «Everlasting Girl»      |          |  |
| 14.                                                    | «Accelerator»           |          |  |